# 월림운동장
월림운동장(月林運動場, Wollim Stadium)은 대한민국 제주특별자치도 제주시에 있는 스포츠 시설이다. 천연잔디 필드가 갖춰진 경기장이며, 2001년에 준공되었다.

## 참고 문헌
- 《2024년 전국 공공체육시설 현황(2023.12.31.기준)》. 대한민국 문화체육관광부. 2025.